# Rotkreuz-Museum Essen
Das Rotkreuz-Museum Essen ist ein Museum des Deutschen Roten Kreuzes in Essen-Bergerhausen.

## Geschichte und Darstellung
Nachdem der DRK-Kreisverband 1967 eine Chronik der örtlichen Rotkreuz-Arbeit seit 1889 in Auftrag gegeben hatte, wurde am 14. August 1990 ein örtliches Rotkreuz-Museum eingerichtet. Auf inzwischen 190 m² Ausstellungsfläche in einer barrierefreien Liegenschaft in Essen-Bergerhausen werden Gegenstände aus der Geschichte der Rotkreuzorganisation am Standort Essen gezeigt. Die Ausstellung und das Archiv umfassen Exponate, die die technische und organisatorische Entwicklung der Möglichkeiten zur Rettung von Menschenleben in den letzten 135 Jahren dokumentieren.
Ein Sanitätszelt mit Behandlungsausstattung, so wie es im Felde benutzt wurde, Rettungsgeräte wie Tragen und Sauerstoffgeräte sowie weitere medizinische und funktechnische Geräte sind im Original ausgestellt. Aus dem organisatorischen Leben wurden Ehrenzeichen, Fahnen, Bilder, Urkunden und andere Schriftstücke gesammelt, die in Vitrinen präsentiert werden.
Die Ausstellung gibt einen Einblick in die interne Geschichte des Kreisverbandes Essen und der früher selbstständigen DRK-Kolonnen in den einzelnen Stadtteilen und beschreibt damit auch einen Teil der Lokalgeschichte Essens.
Das Museum ist Mitglied der Arbeitsgemeinschaft der deutschen Rotkreuz-Museen.